# Thysanopyga ochrilinea
Thysanopyga ochrilinea là một loài bướm đêm trong họ Geometridae.